# Gregory S. Paul
Pour les articles homonymes, voir Paul.
 (novembre 2024).
Si vous disposez d'ouvrages ou d'articles de référence ou si vous connaissez des sites web de qualité traitant du thème abordé ici, merci de compléter l'article en donnant les références utiles à sa vérifiabilité et en les liant à la section « Notes et références ».
Gregory Scott Paul (né le 24 décembre 1954) est un chercheur américain indépendant, auteur et illustrateur qui travaille dans le milieu de la paléontologie, et qui, plus récemment, s'est intéressé à la sociologie et la théologie. 

## Biographie
Gregory Scott Paul, est surtout connu pour ses travaux et recherches sur les dinosaures théropodes et ses dessins de dinosaures. Il enquête professionnellement sur la restauration de dinosaures depuis trois décennies, Paul a eu son nom dans le générique de plusieurs films et documentaires : en tant que spécialiste des dinosaures sur Jurassic Park, sur les documentaires de Discovery Channel When Dinosaurs Roamed America et la série Dinosaur Planet. 
Ses recherches récentes sur les interactions entre la religion et la société lui ont valu une forte couverture médiatique de la part de la presse internationale.

## Référence
- (en) Cet article est partiellement ou en totalité issu de l’article de Wikipédia en anglais intitulé « Gregory S. Paul » (voir la liste des auteurs).